# Spånsanmasten

Spånsanmasten är en 327 meter hög radio- och TV-mast belägen sydväst om Borlänge vid Gyllbergens naturreservat i södra Dalarna. Masten drivs och underhålls av statliga Teracom.
Masten är lika hög som Bäckeforsmasten i Dalsland.